# Linia życia (serial telewizyjny)
Linia życia – polski serial obyczajowy, emitowany w telewizji Polsat od 7 marca do 31 października 2011. Akcja koncentrowała się wokół pięciu rodzin mieszkających w Gdyni. Produkcja zrealizowana była na podstawie włoskiej opery mydlanej pt. Smak życia (Vivere).
Po zakończeniu pierwszej serii w czerwcu 2011, serial został przedłużony o drugi sezon, który wystartował we wrześniu 2011 na antenie Polsatu. Z powodu niskiej oglądalności produkcję zakończono jesienią tego samego roku.

## Bohaterowie

### Rodzina Grabowskich
- Andrzej Grabowski (Jan Monczka); (odc. 2–102) – mąż Ireny; ojciec Anny, Igora i Alicji. Znajomy Kesslerów. Zawsze stara się złagodzić konflikty rodzinne. Świetnie dogaduje się z Anką. Prowadzi firmę, która produkuje różne napoje energetyczne.
- Irena Wójcicka-Grabowska (Beata Ścibakówna); (odc. 2–102) – żona Andrzeja; matka Anny, Igora i Alicji. Zawsze stoi po stronie syna i wdaje się w jego konflikty z Michałem, narzeczonym Anki.
- Anna Grabowska (Marta Ścisłowicz); (odc. 1–102) – najstarsza córka Andrzeja i Ireny; siostra Igora i Alicji; narzeczona Michała. Jest prawniczką.
- Igor Grabowski (Tomasz Ciachorowski); (odc. 1–102) – starszy i jedyny syn Andrzeja i Ireny; brat Anny i Alicji; był mężem Olgi. Jego kochanką była Ewa, którą zwolnił z pracy. Był zazdrosny o żonę i podejrzewał ją o romans z Michałem. Razem z Olgą, ulegli wypadkowi samochodowemu. Zamierzał oskarżyć Michała o morderstwo Olgi. Prokurator jednak umorzył śledztwo. Kiedy Igor dowiedział się, że Olga była w ciąży i chciała ją usunąć, chciał zabić Michała. Oskarżał go również o to, że to on był ojcem dziecka. Chciał sprzedać kamienicę, która należała do Olgi, a która jest warta ponad 30 mln. Niestety, najpierw musi się z tym zgodzić siostra Olgi – Laura. Kobieta zaginęła w Indiach. Odnowił znajomość z Ewą Kessler, która stała się tym razem poważnym związkiem.
- Alicja Grabowska (Aleksandra Hamkało); (odc. 2–102) – najmłodsza córka Andrzeja i Ireny. Zbuntowana nastolatka. Zaprzyjaźnia się z Kamilem. By wzbudzić w nim zazdrość, spotykała się z Markiem. Obecnie spotyka się z Kamilem.
- Olga Turowska-Grabowska (Katarzyna Maciąg); (odc. 1–5) – była żoną Igora. Jej rodzice nie żyją. Miała też siostrę, Laurę, która zaginęła w Indiach. Olga była malarką. Zmarła, na skutek ran odniesionych w wypadku samochodowym. Powodem jej śmierci, było też nieświadome podanie jej, przez Michała, leku, na który była uczulona. Sekcja zwłok wykazała, że Turowska była w trzecim miesiącu ciąży. Miała też umówiony zabieg usunięcia ciąży. Prowadziła pamiętnik, w którym opisywała jak bardzo nienawidziła męża.

### Rodzina Kesslerów
- Teresa Kessler (Małgorzata Potocka); (odc. 1–103) – żona Adama; matka Ewy, Klary i Magdy. Razem z mężem, prowadzi restaurację „Delfin”. Przyjaźni się z Sylwią Nowik.
- Adam Kessler (Zbigniew Suszyński); (odc. 1–103) – mąż Teresy; ojciec Ewy, Klary i Magdy. Razem z żoną, prowadzi restaurację „Delfin”. Znajomy Grabowskich.
- Ewa Kessler (Julia Pogrebińska); (odc. 1–103) – najstarsza córka Teresy i Adama; siostra Klary i Magdy. Przyjaciółka Moniki. W przeszłości, rzuciła studia w Moskwie. Jest zazdrosna o stosunki rodziców z Klarą. Miała romans z Igorem Grabowskim. Została przez niego zwolniona z pracy.
- Klara Kessler (Paulina Chruściel); (odc. 1–103) – średnia córka Teresy i Adama; siostra Ewy i Magdy. Znajoma Michała. Jest lekarzem. Wróciła ze Szwecji, gdzie robiła specjalizację. Miała tam romans ze swoim profesorem, Tadeuszem Kamińskim. Ich związek nie przetrwał, nie dlatego, że Kamiński miał ponad 60 lat, ale dlatego, że miał żonę. W szpitalu, zaprzyjaźniła się z Leszkiem i jego synem, Markiem. Ma romans z Leszkiem.
- Magdalena Kessler (Weronika Asińska); (odc. 1–103) – najmłodsza córka Teresy i Adama; siostra Ewy i Klary. Przyjaciółka Marka. Pomaga rodzicom w prowadzeniu restauracji. Nie spodobało jej się to, że Kamil będzie z nimi pracował. Zmieniła zdanie, gdy stanął w jej obronie. Zaczęła darzyć chłopaka uczuciem i chciała się do niego zbliżyć. Zakochana w Marku Pruskim.

### Rodzina Ostrowskich
- Michał Ostrowski (Andrzej Niemyt); (odc. 1–88) – syn Wiktora; brat Moniki; narzeczony Anny. Znajomy Klary. W przeszłości był hazardzistą. Jest lekarzem. Olga kochała jego, nie Igora. Nieświadomie, podał jej lek, na który była uczulona. Przez to, Grabowska zmarła. Igor chciał oskarżyć Michała o zamordowanie Olgi. Prokurator jednak umorzył śledztwo. Grabowski chciał zabić Michała, ale on uszedł z życiem.
- Wiktor Ostrowski (Aleksander Mikołajczak); (odc. 2–102) – ojciec Michała i Moniki; dziadek Marka. Ordynator w szpitalu Św. Wojciecha. Jego pupilem jest Leszek.

### Rodzina Pruskich
- Leszek Pruski (Radosław Pazura); (odc. 2–103) – mąż Moniki; ojciec Marka. Jest lekarzem. Zaprzyjaźnił się z Klarą. Zataił przed Igorem fakt, że Olga była w ciąży. Monika (słusznie) podejrzewała go o romans z Klarą.
- Monika Ostrowska-Pruska (Aleksandra Woźniak); (odc. 3–103) – żona Leszka; matka Marka. Przyjaciółka Ewy. Prowadzi salon piękności „Deja Vu”, w którym pracuje Sylwia. Monika podejrzewała Leszka o romans z Klarą.
- Marek Pruski (Paweł Przyborowski); (odc. 3–103) – syn Moniki i Leszka; wnuk Wiktora. Przyjaźni się z Magdą. Chciał stworzyć związek z Alicją, ale jej chodziło tylko o wzbudzenie zazdrości w Kamilu. Zakochany w Magdzie Kessler.

### Rodzina Nowików
- Sylwia Nowik (Anna Samusionek); (odc. 1–103) – matka Kamila; przyjaciółka Teresy. Samotnie wychowuje zbuntowanego syna. Pracuje w salonie piękności Moniki, „Deja Vu”.
- Kamil Nowik (Sebastian Fabijański); (odc. 2–103) – syn Sylwii. Zbuntowany nastolatek. Pracował w fabryce Grabowskich, ale został zwolniony. Zaprzyjaźnił się z Alicją. Postanowił też przestać kłócić się z matką. Podjął pracę w restauracji Kesslerów. Stanął w obronie Magdy, wylewając klientowi zupę na głowę.

### Inni
- Tomasz Bystry (Jakub Mazurek); (odc. 3–102) – pracownik salonu piękności, w którym pracuje Sylwia. Pracuje też w szpitalu. Przyjaciel Kamila. Po latach, spotkał Marię – przyjaciółkę z czasów liceum. Kocha się w niej, ale nie wyznaje jej tego. Taniewska wyznaje mu, że chce zostać siostrą zakonną. Bystry jest zdruzgotany.
- Mecenas Makowicz (Wojciech Dąbrowski); (odc. 9–16) – adwokat Igora, który chciał oskarżyć Michała o zamordowanie Olgi.
- Tomasz Biernacki (Krzysztof Franieczek); (odc. 9–30) – współpracował z firmą Grabowskich. Później, zatrudnił u siebie Ewę Kessler.
- Tadeusz Kamiński (Mirosław Krawczyk); (odc. 14) – profesor na uczelni w Szwecji. Miał romans z Klarą. Ich związek nie przetrwał, nie dlatego, że Kamiński miał ponad 60 lat, ale dlatego, że miał żonę.
- Maria Taniewska (Katarzyna Wajda); (odc. 24–27) – siostra Szymona. Znajoma Tomka z czasów liceum. Spotkali się po latach. Dawniej łączyła ich wspólna pasja – jazda na łyżwach. Teraz, Maria pragnie wstąpić do zakonu, co nie podoba się Szymonowi.
- Szymon Taniewski (Krzysztof Koła); (odc. 25–27) – brat Marii. Nie chce, by siostra została zakonnicą.
- Ernest Krupa (Tomasz Sobczak); (odc. 35–103) – ojciec Kamila Nowika. Zgwałcił Sylwię Nowik.
- Patrycja Szostek (Weronika Książkiewicz); (odc. 44–57) – była pielęgniarką. Kiedyś była związana z Michałem. Została zamordowana na Dworcu Głównym w Gdyni w toalecie.
- Wiktor Piechota (Marek Krupski); (odc. 56–57, 68–70) – szantażysta. Zamordował Patrycję Szostek na Dworcu Głównym w Gdyni w toalecie.
- Wiesław Wilk (Jacek Kopczyński); (odc. 5–103) – komisarz zajmujący się sprawą morderstwa Partycji Szostek.
- Leon (Dariusz Kordek); (odc. 47–63) – znajomy Teresy Kessler.
- Tadeusz Boniecki (Paweł Orleański); (odc. 48–52) – prowadzący program telewizyjny, w którym wystąpiła Teresa i Leon.
- Hubert Palewicz (Marcin Przybylski); (odc. 6–101) – detektyw, pomagał Igorowi Grabowskiemu wsadzić do więzienia Michała Ostrowskiego.
- Maja Grad (Bernadetta Komiago); (odc. 3–102) – recepcjonistka w szpitalu.
- Marian Kupczyk (Krzysztof Ibisz); (odc. 90–101) – ojciec Elżbiety.
- Elżbieta Kupczyk (Edyta Folk); (odc. 90–101) – córka Mariana Kupczyka. jest bita przez swojego ojca.
- Violetta Góralczyk (Anna Prus); (odc. 70–102) – prostytutka. Matka Antosia. Pracuje jako pomoc w salonie „Deja Vu” u Moniki Pruskiej.
- Antoni Góralczyk (Filip Ogonowski); (odc. 73–102) – syn Violetty Góralczyk. Mówiono na niego Antoś.

## Obsada
| Aktor                  | Rola                           |
| ---------------------- | ------------------------------ |
| Jan Monczka            | Andrzej Grabowski              |
| Beata Ścibakówna       | Irena Wójcicka-Grabowska       |
| Marta Ścisłowicz       | Anna Grabowska                 |
| Aleksandra Hamkało     | Alicja Grabowska               |
| Tomasz Ciachorowski    | Igor Grabowski                 |
| Radosław Pazura        | dr Leszek Pruski               |
| Aleksandra Woźniak     | Monika Ostrowska-Pruska        |
| Paweł Przyborowski     | Marek Pruski                   |
| Zbigniew Suszyński     | Adam Kessler                   |
| Małgorzata Potocka     | Teresa Kessler                 |
| Paulina Chruściel      | dr Klara Kessler               |
| Julia Pogrebińska      | Ewa Kessler                    |
| Weronika Asińska       | Magda Kessler                  |
| Anna Samusionek        | Sylwia Nowik                   |
| Sebastian Fabijański   | Kamil Nowik                    |
| Aleksander Mikołajczak | prof. ord. dr Wiktor Ostrowski |
| Andrzej Niemyt         | dr Michał Ostrowski            |
| Jakub Mazurek          | Tomasz Bystry                  |
| Bernadetta Komiago     | Maja Grad                      |
| Marcin Przybylski      | Hubert Palewicz                |
| Tomasz Sobczak         | Ernest Krupa                   |
| Marek Krupski          | Wiktor Piechota                |
| Jacek Kopczyński       | komisarz Wiesław Wilk          |
| Stefano Terrazzino     | Cezary Bończa-Dworecki         |
| Krzysztof Ibisz        | Marian Kupczyk                 |
| Edyta Folk             | Elżbieta Kupczyk               |
| Anna Prus              | Violetta Góralczyk             |
| Filip Ogonowski        | Antoni Góralczyk               |
| Katarzyna Maciąg       | Olga Turowska-Grabowska        |
| Mirosław Krawczyk      | Tadeusz Kamiński               |
| Wojciech Dąbrowski     | mecenas Makowicz               |
| Katarzyna Wajda        | Maria Taniewska                |
| Krzysztof Koła         | Szymon Taniewski               |
| Weronika Książkiewicz  | Patrycja Szostek               |
| Natalia Lesz           | Mia                            |
| Violetta Arlak         | Sandra Wichura                 |
| Paweł Orleański        | Tomasz Boniecki                |
| Dariusz Kordek         | Leon                           |

## Spis serii
| Seria | Okres emisji | Odcinki     | Premiera serii  | Finał serii          | Pora emisji               |
| ----- | ------------ | ----------- | --------------- | -------------------- | ------------------------- |
| 1.    | wiosna 2011  | 1–63 (63)   | 7 marca 2011    | 1 czerwca 2011       | poniedziałek–piątek 19.30 |
| 2.    | jesień 2011  | 64–103 (40) | 5 września 2011 | 31 października 2011 | poniedziałek–piątek 19.30 |

## Czołówka i napisy końcowe
Pierwsze 2 odcinki serialu nie miały czołówki, lecz ukazywano muzykę tytułową z logo serialu. Od 3 odcinka, została wprowadzona czołówka. Pokazywała ona głównych bohaterów – członków pięciu rodzin: Grabowskich, Kesslerów, Ostrowskich, Pruskich i Nowików.
W odcinku 1., napisy końcowe znajdowały się na tle wypadku Olgi i Igora, natomiast od odcinka drugiego napisy końcowe umieszczone były na czarnym tle. Słychać również było instrumentalną wersję piosenki tytułowej. Od 5. odcinka, na początku ukazywał się patron medialny serialu, radio RMF FM, a dopiero po nim następowały napisy końcowe. Od 6. odcinka, obok napisów końcowych, pojawiał się zwiastun kolejnego odcinka, wyjątkiem był jednak ostatni odcinek 103., w którym napisy końcowe pokazano bez zwiastuna.